# La Reforma San Mateo
La Reforma San Mateo är en ort i Mexiko.   Den ligger i kommunen San Mateo Yoloxochitlán och delstaten Oaxaca, i den sydöstra delen av landet, 280 km sydost om huvudstaden Mexico City. La Reforma San Mateo ligger 1 565 meter över havet och antalet invånare är 685.
Terrängen runt La Reforma San Mateo är varierad. Runt La Reforma San Mateo är det ganska tätbefolkat, med 75 invånare per kvadratkilometer. Närmaste större samhälle är Huautla de Jiménez, 3,0 km öster om La Reforma San Mateo. I omgivningarna runt La Reforma San Mateo växer i huvudsak städsegrön lövskog.